# Sejdel

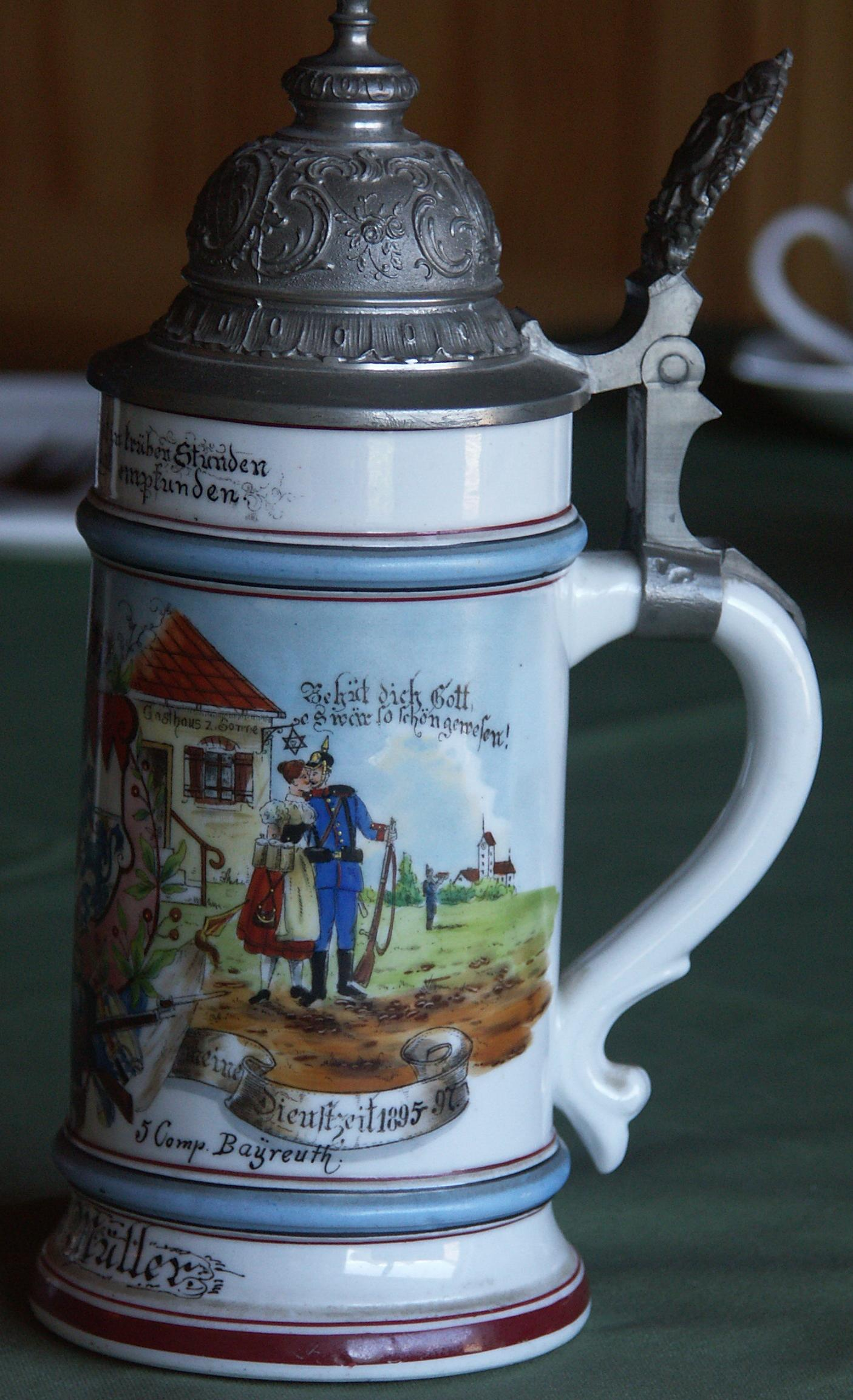
Sejdel i keramik.

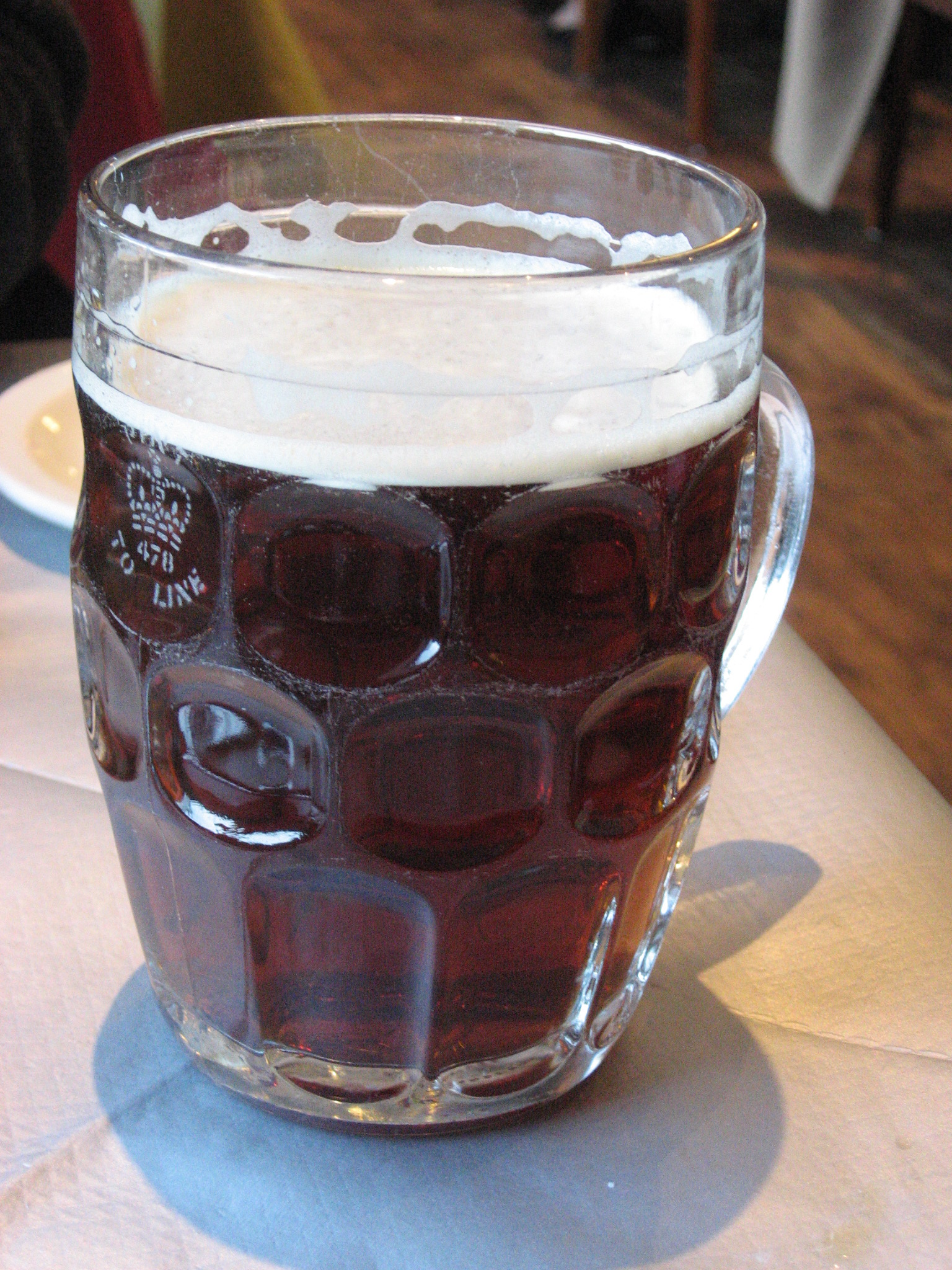
Sejdel i glas.

Sejdel är ett dryckeskärl för öl med en hänkel i glas eller keramik. Den kan vara med eller utan lock.
Glassejdeln introducerades 1892 vid Oktoberfest i München i södra Tyskland.

## Sverige
Namnet är inte gammalt i svenskan och förekommer första gången 1886 då det kom till Sverige från Tyskland. Det syftade på ett tyskt rymdmått för våta varor, Seidel, motsvarande mellan 1/2 och 1/3 liter, alltså ett mindre mått. Ett större kärl kallades stop och ett ännu något större dryckeskanna.
I nutida svenska förknippas ordet fortfarande med öl, men har förlorat sin betydelse som måttenhet. Sejdel kan vara synonymt med det från engelsk pubkultur, i skiftet 1960-talet|1960-/1970-talet, introducerade korta och knubbiga glaset med välvd kant, facetter i det tjocka glaset och med ett rejält handtag, som vanligen rymmer cirka 0,5 liter (Imperial pint, 568 ml), alternativt en hälften så stor ölsejdel.

## Varianter eller synonymer
- Maßkrug
- Stop (dryckeskärl)
- Stånka